# 総務省
総務省（そうむしょう、英: Ministry of Internal Affairs and Communications、略称: MIC）は、日本の行政機関のひとつ。行政組織、地方自治、地方公務員制度、選挙、政治資金、情報通信、郵便、統計、消防など国家の基本的諸制度を所管している。

## 概説

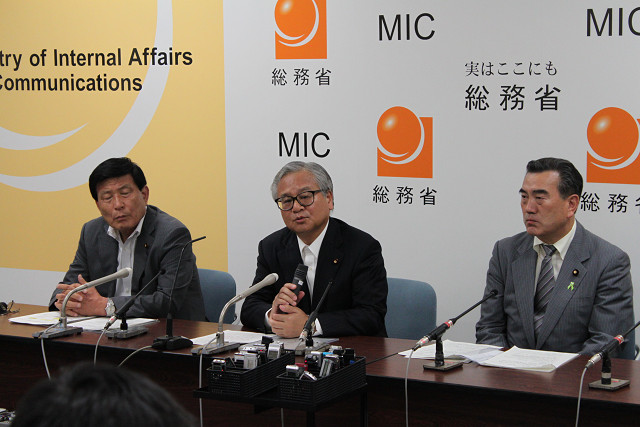
総務副大臣、総務大臣政務官の記者会見。バックパネルにシンボルマークが描かれている。

総務省設置法第3条第1項に規定する任務を達成するため、行政組織、地方自治、地方公務員制度、選挙、政治資金、情報通信、郵便、統計、消防など、国家の基本的な仕組みに関わる諸制度、国民の政治活動・経済活動・社会活動を支える基本的なシステムを所管する。2001年（平成13年）の中央省庁等改革によって、総務庁、郵政省、自治省が統合されて設置された。「総務省」の名称は、戦後にGHQによる解体・廃止の危機に瀕した内務省が、組織解体を阻止するために考案した新名称案の一つである。国家行政組織法別表第1では、総務省が各省の筆頭に掲げられ、閣僚名簿も原則として総務大臣は内閣総理大臣の次に列する。総務省は全国の地方公共団体に対して強い影響力を保持し、2023年（令和5年）10月1日現在で都道府県庁に部長級以上を45人うち副知事が11人、次長などを7人、課長などを50人出向させ、市町村に部長級以上を69人、うち副市長が20人、次長などを6人、課長などを15人出向させている。2023年現在、全国の都道府県知事のうち12人が自治省・総務省出身である。
設置当初、英文正式名称は「Ministry of Public Management, Home Affairs, Posts and Telecommunications」（公共管理・内務・郵便・遠隔通信省）、英文略称は「MPHPT」であったが、2004年（平成16年）9月10日から、現在の英文正式名称「Ministry of Internal Affairs and Communications」（内務・通信省）、英文略称「MIC」にそれぞれ変更された。「長すぎて分かりにくい」とする意見や組織の一体性などを勘案した。
2005年（平成17年）4月1日から、省の理念アピールおよび職員の一体感を目的にシンボルマーク、「実はここにも総務省」のキャッチフレーズをそれぞれ策定した。シンボルマークはヴィヴィッドオレンジを用い、四角形で日本の国土を、飛び出す球体は総務省の姿をそれぞれ表現している。2014年（平成26年）1月21日にキャッチフレーズを「くらしの中に総務省」に更新した。広報誌「総務省」を月刊で発行している。
2022年（令和4年）現在、総務省の総合職事務系職員（キャリアの事務官）の採用は一本化されておらず、「行政管理・評価」（旧総務庁）、「地方自治」（旧自治省）、「情報通信 (ICT)」（旧郵政省）の3つの区分に分かれている。総務事務次官は旧自治省出身者が最も多く就いている。

## 沿革
- 1873年（明治06年）11月10日：内務省が設置される。
- 1885年（明治18年）12月22日：逓信省（第1期）が設置される。
- 1920年（大正09年）05月15日：鉄道省が設置される。
- 1943年（昭和18年）11月01日：逓信省（第1期）および鉄道省が統合され、運輸通信省が設置される。
- 1945年（昭和20年）05月19日：運輸通信省が廃止され、逓信院および運輸省が設置される。
- 1946年（昭和21年）10月28日：内閣に行政調査部が設置される。
- 1946年（昭和21年）07月01日：逓信院が廃止され、逓信省（第2期）が設置される。
- 1947年（昭和22年）05月03日：内閣に総理庁が設置される。
- 1947年（昭和22年）07月01日：総理庁に公正取引委員会が設置される。
- 1947年（昭和22年）12月31日：内務省が廃止される。
- 1948年（昭和23年）01月01日：内閣に内事局が設置される。旧内務省地方局および同警保局消防課の所掌事務が内事局に移管され、内事局官房自治課および同第一局消防課となる。
- 1948年（昭和23年）01月07日：内閣に地方財政委員会（第1期）が設置される。内事局官房自治課の所掌する地方財政関係事務が地方財政委員会（第1期）に移管される。旧内務省地方局財政課の職員が地方財政委員会（第1期）事務局に異動する。
- 1948年（昭和23年）03月07日：内事局が廃止される。旧内事局官房自治課および同職制課の所掌事務が総理庁に移管され、総理庁官房自治課となる。総理庁に国家公安委員会が設置される。消防組織法が施行され、国家公安委員会に国家消防庁が設置される。
- 1948年（昭和23年）07月01日：行政調査部が廃止され、総理庁に行政管理庁が設置される。
- 1949年（昭和24年）06月01日：総理庁が廃止され、総理府が設置される。地方財政委員会（第1期）が廃止され、総理府の外局として地方自治庁が設置される。郵電分離により、逓信省（第2期）が廃止され、郵政省および電気通信省が設置される。
- 1950年（昭和25年）05月30日：総理府に地方財政委員会（第2期）が設置される。地方自治庁の所掌事務の一部が地方財政委員会（第2期）に移管される。
- 1950年（昭和25年）06月01日：総理府の外局として電波監理委員会が設置される。電気通信省の所管する通信・放送行政のうち監督行政が電波監理委員会に移管される。
- 1952年（昭和27年）08月01日：国家消防庁が廃止され、国家公安委員会に国家消防本部が設置される。電波監理委員会が廃止され、その監督行政が電気通信省の所管する振興行政と共に郵政省に移管される。地方自治庁および地方財政委員会（第2期）が廃止され、総理府の外局として自治庁が設置される。電気通信省が廃止され、日本電信電話公社が設立される。
- 1960年（昭和35年）07月01日：自治庁が廃止され、自治省が設置される。国家消防本部が廃止され、自治省の外局として消防庁が設置される。
- 1972年（昭和47年）07月01日：土地調整委員会および中央公害審査委員会が統合され、総理府の外局として公害等調整委員会が設置される。
- 1984年（昭和59年）07月01日：総理府の内部部局の大部分および行政管理庁が統合され、総理府の外局として総務庁が設置される。
- 1985年（昭和60年）04月01日：三公社民営化および通信自由化により、日本電信電話公社が解散して、日本電信電話株式会社が設立される。
- 2001年（平成13年）01月06日：中央省庁等改革により、総務庁、郵政省、自治省が統合され、総務省が設置される[13]。総務省の内部部局として大臣官房、人事・恩給局[注釈 5]、行政管理局[注釈 6]、行政評価局[注釈 7]、自治行政局[注釈 8]、自治財政局[注釈 9]、自治税務局[注釈 10]、情報通信政策局[注釈 11]、総合通信基盤局[注釈 12]、郵政企画管理局[注釈 13]、統計局[注釈 14]、政策統括官、郵政公社統括官が設置される[14]。総務省の外局として公正取引委員会[注釈 15]、公害等調整委員会[注釈 16]、郵政事業庁[注釈 17]、消防庁[注釈 18]が設置される[13]。総務省の地方支分部局として管区行政評価局[注釈 19]、総合通信局[注釈 20]が設置される[13]。
- 2003年（平成15年）04月01日：郵政企画管理局および郵政公社統括官が廃止され、郵政行政局が設置される[15]。郵政事業庁が廃止され、日本郵政公社が設立される[16][17]。
- 2003年（平成15年）04月09日：公正取引委員会が電気通信事業、放送事業の所管官庁である総務省の外局となっていることの問題に対応するため、公正取引委員会が総務省の外局から内閣府の外局に移行する[18]。
- 2005年（平成17年）04月01日：日本学術会議が総務省の特別の機関から内閣府の特別の機関に移行する[19]。
- 2007年（平成19年）10月01日：郵政民営化により、日本郵政公社が解散して、日本郵政株式会社および日本郵政グループの4社（郵便局株式会社、郵便事業株式会社、株式会社ゆうちょ銀行、株式会社かんぽ生命保険）が設立される[20][21][22][23][24]。
- 2008年（平成20年）04月01日：特別の機関として政治資金適正化委員会が設置される[25]。
- 2008年（平成20年）07月04日：情報通信政策局が廃止され、情報流通行政局が設置される[26]。総合通信基盤局国際部が廃止され、情報通信国際戦略局が設置される[26]。郵政行政局が廃止され、情報流通行政局郵政行政部が設置される[26]。
- 2012年（平成24年）10月01日：郵政民営化見直し法により、郵便局株式会社および郵便事業株式会社が統合され、日本郵便株式会社が設立される[27]。
- 2014年（平成26年）05月30日：人事・恩給局が廃止される[28]。その所掌事務の大部分が内閣官房内閣人事局に移管され[29]、残った恩給行政等が政策統括官（恩給担当）に移管される[28]。
- 2017年（平成29年）09月01日：情報通信国際戦略局が廃止され、国際戦略局が設置される[30]。情報通信国際戦略局情報通信政策課の所掌事務が情報流通行政局に移管される[30]。
- 2018年（平成30年）07月20日：政策統括官（情報セキュリティ担当）が廃止され、サイバーセキュリティ統括官が設置される[31]。
- 2021年（令和03年）09月01日：行政管理局の所掌する電子政府関係事務がデジタル庁に移管される[32]。
- 2022年（令和04年）04月01日：デジタル社会形成整備法による個人情報保護法、行政機関個人情報保護法、独立行政法人等個人情報保護法の統合により、行政管理局の所掌する個人情報保護関係事務が個人情報保護委員会に移管される[33]。

## 所掌事務
上記の総務省設置法第3条第1項に規定する任務を達成するため、同法第4条第1項は計96号の所掌事務を規定している。具体的には以下の通りである。
| - 恩給（第1号、第2号） - 行政制度一般に関する基本的事項の企画及び立案（第3号） - 行政機関の運営に関する企画及び立案並びに調整（第4号） - 公共サービス改革基本方針の策定、官民競争入札の監理（第5号） - 独立行政法人、国立大学法人、大学共同利用機関法人及び日本司法支援センターに関する共通的な制度（第6号） - 独立行政法人等の新設、改廃に関する審査（第7号） - 特殊法人及び特別民間法人等の新設、改廃に関する審査（第8号） - 政策評価に関する基本的事項並びに各府省及びデジタル庁の事務の総括（第9号） - 各府省及びデジタル庁の政策についての統一的又は総合的な評価（第10号） - 行政機関、独立行政法人、特殊法人等の業務の実施状況の評価及び監視（行政評価）（第11号～第13号） - 各行政機関の業務、第十二号に規定する業務及び前号に規定する地方公共団体の業務に関する苦情の申出についての必要なあっせん（第14号） - 行政相談委員（第15号） - 地方自治及び民主政治の普及徹底（第16号） - 国と地方公共団体及び地方公共団体相互間の連絡調整（第17号） - 地方公共団体の求めに応じて当該地方公共団体の行政及び財政に関する総合的な調査を行うこと（第18号） - 地方自治に係る政策で地域の振興に関するもの（第19号） - 豪雪地帯の雪害の防除及び振興（第20号） - 公有地の拡大の推進に関する法律の規定による土地開発公社及び土地の先買いに関する事務（第21号） - 地方自治に影響を及ぼす国の施策に関し、必要な意見を関係行政機関の長に述べること（第22号） - 地方公共団体の組織及び運営の合理化について必要な助言その他の協力を行うこと（第23号） - 地方自治の調査及び研究（第24号） - 地方公共団体の組織及び運営に関する制度（第25号） - 市町村の合併、広域行政その他地方公共団体の機能の充実に関する政策（第26号） - 住民基本台帳（第27号） - 個人番号の指定及び通知並びに個人番号カードの交付に関すること（第28号） - 署名用電子証明書及び利用者証明用電子証明書（第29号） - 住居表示（第30号） - 行政書士（第31号） - 地方公務員制度（第32号） - 地方公共団体の人事行政（第33号） - 地方公務員の共済制度及び災害補償制度（第34号） - 公職選挙法に基づく選挙並びに国民審査及び投票の制度の企画及び立案並びに施行の準備、普及及び宣伝（第35号～第38号） - 政党その他の政治団体、政治資金及び政党助成（第39号） - 地方公共団体の財政に関する制度の企画及び立案（第40号） - 地方公共団体の負担を伴う法令案並びに国の歳入歳出及び国庫債務負担行為の見積りについて、関係各大臣に対して意見を述べること（第41号） - 地方交付税法（昭和二十五年法律第二百十一号）第七条に規定する翌年度の地方団体の歳入歳出総額の見込額（第42号） - 後進地域その他の特定の地域に対する国の財政上の特別措置（第43号） - 地方交付税（第44号） | - 地方債（第45号） - 地方公共団体の財政資金の調達に関するあっせん、助言その他の協力（第46号） - 当せん金付証票（第47号） - 地方競馬、自転車競走及びモーターボート競走を行うことができる市町村の指定（第48号） - 地方公共団体の経営する企業（第49号） - 地方財政（第50号～第52号） - 地方税及び特別法人事業税（第53号～第55号） - 地方揮発油譲与税、石油ガス譲与税、自動車重量譲与税、特別とん譲与税及び航空機燃料譲与税（第56号） - 国有資産等所在市町村交付金、国有資産等所在都道府県交付金及び国有提供施設等所在市町村助成交付金（第57号） - 情報の電磁的流通の規律及び振興（第58号～第60号） - 電気通信業及び放送業の発達、改善及び調整（第61号） - 日本放送協会（第62号） - 非常事態における重要通信の確保（第63号） - 周波数の割当て及び電波の監督管理（第64号） - 電波の監視及び電波の質の是正並びに不法に開設された無線局及び不法に設置された高周波利用設備の探査（第65号） - 電波が無線設備その他のものに及ぼす影響による被害の防止又は軽減（第66号） - 電波の利用の促進（第67号） - 周波数標準値の設定、標準電波の発射及び標準時の通報（第68号） - 有線電気通信設備及び無線設備に関する技術上の規格（第69号） - 情報の電磁的流通及び電波の利用に関する技術の研究及び開発（第70号） - 情報通信の高度化に関する事務のうち情報の電磁的流通に係るもの（第71号） - 宇宙の開発に関する大規模な技術開発であって、情報の電磁的流通及び電波の利用に係るもの（第72号） - 情報の電磁的流通及び電波の利用に関する国際的取決めを協議し、及び締結すること並びに国際電気通信連合等と連絡すること（第73号） - 郵政事業（第74号～第76号） - 郵便に関する国際的取決めを協議し、及び締結すること並びに万国郵便連合等と連絡すること（第77号） - 公的統計（第78号～第83号） - 公益信託の監督（第84号） - 引揚者等に対する特別交付金（第85号） - 平和条約国籍離脱者等で戦没者遺族等に対する弔慰金等（第86号） - 旧日本赤十字社救護看護婦及び旧陸海軍従軍看護婦に対する慰労（第87号） - 一般戦災死没者に対して追悼の意を表す事務（第88号） - 静穏を保持することが必要である政党事務所周辺地域の指定（第89号） - ドローン等規制法に基づく対象政党事務所等の指定（第90号） - 所掌事務に係る一般消費者の利益の保護（第91号） - 所掌事務に係る国際協力（第92号） - 地方公務員に対する地方自治に関する高度の研修（第93号のイ） - 公務員に対する統計に関する研修（第93号のロ） - 公害等調整委員会の事務（第94号） - 消防（第95号） - 他の行政機関の所掌に属しない事務及び法律で総務省に属させられた事務（第96号） |

## 組織
一般に、総務省の内部組織は法律の総務省設置法、政令の総務省組織令、省令の総務省組織規則が階層的に規定している。

### 幹部
- 総務大臣（国家行政組織法第5条、法律第5条）
- 総務副大臣2人（国家行政組織法第16条）
- 総務大臣政務官3人（国家行政組織法第17条）
- 総務大臣補佐官1人（国家行政組織法第17条の2。必置ではない）
- 総務事務次官（国家行政組織法第18条）
- 総務審議官3人（法律第7条）
- 総務大臣秘書官（国家行政組織法第19条）

### 内部部局
- 大臣官房（政令第2条）
  - 秘書課（政令第20条）
  - 総務課
  - 会計課
  - 企画課
  - 政策評価広報課
- 行政管理局 - 中央省庁の業務の改善、独立行政法人および特殊法人の新設・改廃の審査、独立行政法人の評価、情報公開の推進などに関する事務を所掌。
  - 企画調整課（政令第36条）
  - 調査法制課
  - 管理官8人
- 行政評価局 - 政策評価制度、行政相談などに関する事務を所掌。
  - 総務課
  - 企画課
  - 政策評価課
  - 行政相談企画課
  - 評価監視官7人
  - 行政相談管理官1人
- 自治行政局 - 地方行政制度、地方公務員制度、選挙制度に関する事務を所掌。
  - 行政課（政令第45条）
  - 住民制度課
  - 市町村課
  - 地域政策課
  - 地域自立応援課
  - 参事官1人
  - 公務員部（政令第2条第2項）
    - 公務員課（政令第45条第2項）
    - 福利課

  - 選挙部
    - 選挙課（政令第45条第3項）
    - 管理課
    - 政治資金課
- 自治財政局 - 地方財政制度、地方交付税制度、地方債制度など地方公共団体の財源の保障および調整に関する事務を所掌。
  - 財政課（政令第55条）
  - 調整課
  - 交付税課
  - 地方債課
  - 公営企業課
  - 財務調査課
- 自治税務局 - 地方税制度に関する事務を所掌。
  - 企画課（政令第62条）
  - 都道府県税課
  - 市町村税課
  - 固定資産税課
- 国際戦略局 - 総務省の所管行政全体の国際戦略に関する事務を所掌。
  - 国際戦略課
  - 技術政策課
  - 通信規格課
  - 宇宙通信政策課
  - 国際展開課
  - 国際経済課
  - 国際協力課
  - 参事官1人
- 情報流通行政局 - 情報（コンテンツ）の流通・利用、日本放送協会の適正な運営、放送事業などに関する事務を所掌。郵政行政部は日本郵政グループの適正な運営、信書便事業などに関する事務を所掌。
  - 総務課（政令第76条）
  - 情報通信政策課
  - 情報流通振興課
  - 情報通信作品振興課
  - 地域通信振興課
  - 放送政策課
  - 放送技術課
  - 地上放送課
  - 衛星・地域放送課
  - 参事官1人
  - 郵政行政部（政令第2条第2項）
    - 企画課（第76条第2項）
    - 郵便課
    - 信書便事業課
- 総合通信基盤局 - 電気通信事業、電波の利用などに関する事務を所掌。
  - 総務課（政令第91条）
  - 電気通信事業部（政令第2条第2項）
    - 事業政策課（政令第91条第2項）
    - 料金サービス課
    - データ通信課
    - 電気通信技術システム課
    - 安全・信頼性対策課
    - 基盤整備促進課
    - 利用環境課

  - 電波部
    - 電波政策課（政令第91条第3項）
    - 基幹・衛星移動通信課
    - 移動通信課
    - 電波環境課
- 統計局 - 公的統計制度に関する事務を所掌。
  - 総務課（政令第110条）
  - 事業所情報管理課
  - 統計情報利用推進課
  - 統計情報システム管理官1人
  - 統計調査部（政令第2条第2項）
    - 調査企画課（政令第110条第2項）
    - 国勢統計課
    - 経済統計課
    - 消費統計課
- 政策統括官（統計制度担当、恩給担当）[注釈 21]
  - 統計企画管理官1人
  - 統計審査官3人
  - 統計調整官1人
  - 国際統計管理官1人
  - 恩給管理官1人
- サイバーセキュリティ統括官
  - 参事官2人

### 審議会等
- 恩給審査会（法律第8条）
- 地方財政審議会（法律第8条）
- 行政不服審査会（行政不服審査法第67条第1項、法律第8条第2項）
- 国地方係争処理委員会（地方自治法第250条の7、法律第8条第2項）
- 電気通信紛争処理委員会（電気通信事業法第144条、法律第8条第2項）
- 統計委員会（統計法第44条、法律第8条第2項）
- 電波監理審議会（電波法第99条の2、法律第8条第2項）
- 独立行政法人評価制度委員会（独立行政法人通則法、法律第12条）
- 国立研究開発法人審議会
- 政策評価審議会（政令第121条）
- 情報通信審議会（政令第121条）
- 情報通信行政・郵政行政審議会（政令第121条）
- 官民競争入札等監理委員会（競争の導入による公共サービスの改革に関する法律第37条）
- 情報公開・個人情報保護審査会（情報公開・個人情報保護審査会設置法）

### 施設等機関
- 自治大学校（政令第126条）
- 情報通信政策研究所（政令第126条）
- 統計研究研修所（政令第126条）

### 特別の機関
- 中央選挙管理会（政令第22条）
- 政治資金適正化委員会（政治資金規正法第19条の29、政令第22条第2項）
- 自治紛争処理委員（地方自治法第251条）

### 地方支分部局
総務省の地方支分部局には以下の4つがある。
- 管区行政評価局（法律第24条）
- 総合通信局（法律第24条）
- 沖縄行政評価事務所（法律第24条第2項）
- 沖縄総合通信事務所（法律第24条第2項）

#### 管区行政評価局
前身は管区行政監察局。国の行政機関の政策評価、業務実施状況の評価および監視、独立行政法人、地方公共団体の法定受託事務の実施状況の調査、各行政機関・地方公共団体の業務に関する苦情の申出についてのあっせん、行政相談委員、地方自治および民主政治の普及徹底、国と地方公共団体および地方公共団体相互間の連絡調整など、総務省設置法第4条に列記された所掌事務のうち、第16号から第22号までに掲げる事務を所掌する。
- 北海道管区行政評価局（政令第133条）
- 東北管区行政評価局
- 関東管区行政評価局
- 中部管区行政評価局
- 近畿管区行政評価局
- 中国四国管区行政評価局
- 九州管区行政評価局

#### 総合通信局
前身は地方電波監理局（1985年から地方電気通信監理局）。不法無線局の取締り（無線局の周波数逸脱運用を含む。ただし職員は特別司法警察職員ではないので、日本の警察と共同で取締る）や無線局・放送局・有線放送の許認可および検査、電波伝搬（伝播）路指定の許認可、高周波ウェルダーなどの高周波利用設備の許可、無線従事者免許証や無線局免許状の発給、インターネットサービスプロバイダーなどの電気通信事業者に係る許認可、地方公共団体の情報通信インフラ整備の支援、情報通信分野の研究開発や同分野に関わるベンチャー企業の支援、信書便事業の民間開放に伴う許認可など、総務省設置法第4条に列記された所掌事務のうち、第57号から第66号まで、第68号から第70号まで、第75号、第91号および第96号に掲げる事務を所掌する。
- 北海道総合通信局（政令第138条）
- 東北総合通信局
- 関東総合通信局
- 信越総合通信局
- 北陸総合通信局
- 東海総合通信局
- 近畿総合通信局
- 中国総合通信局
- 四国総合通信局
- 九州総合通信局

### 外局
- 公害等調整委員会（国家行政組織法第3条第2項、法律第30条）
- 消防庁（国家行政組織法第3条第2項、法律第30条）

## 所管法人
独立行政法人（計4法人）
- 単独主管（計3法人。独立行政法人統計センターは行政執行法人であり、役職員は国家公務員の身分を有する）
  - 国立研究開発法人情報通信研究機構
  - 独立行政法人統計センター
  - 独立行政法人郵便貯金簡易生命保険管理・郵便局ネットワーク支援機構
- 他官庁との共管（計1法人）
  - 国立研究開発法人宇宙航空研究開発機構（内閣府、文部科学省、経済産業省と共管）

特殊法人（計7法人）
- 単独主管（計6法人。NHKを除き、すべて株式会社の形態で設立された特殊法人（特殊会社）である）
  - 日本電信電話（NTT）[注釈 22]
    - 東日本電信電話（NTT東日本）
    - 西日本電信電話（NTT西日本）

  - 日本放送協会（NHK）
  - 日本郵政[注釈 23]
    - 日本郵便
- 他官庁との共管（計1法人）
  - 放送大学学園（文部科学省と共管）

特別民間法人（計4法人）
- 日本消防検定協会
- 危険物保安技術協会
- 消防団員等公務災害補償等共済基金
- 日本行政書士会連合会

地方公共団体が主体となって業務運営を行う法人（計3法人）
- 地方公務員災害補償基金
- 地方公共団体金融機構
- 地方税共同機構

国及び地方公共団体が共同して運営する法人（計1法人）
- 地方公共団体情報システム機構（デジタル庁と共管）

共済組合類型の法人（計17法人）
| - 地方公務員共済組合連合会 - 全国市町村職員共済組合連合会 - 地方職員共済組合 - 東京都職員共済組合 - 札幌市職員共済組合 - 横浜市職員共済組合 - 川崎市職員共済組合 - 名古屋市職員共済組合 - 京都市職員共済組合 | - 大阪市職員共済組合 - 神戸市職員共済組合 - 広島市職員共済組合 - 北九州市職員共済組合 - 福岡市職員共済組合 - 都道府県議会議員共済会 - 市議会議員共済会 - 町村議会議員共済会 |

警察共済組合は警察庁が、公立学校共済組合は文部科学省がそれぞれ所管する。

## 財政
2024年度（令和6年度）一般会計当初予算における総務省所管歳出予算は、18兆2106億7199万6千円である。組織別の内訳は、総務本省が18兆1800億8728万2千円、管区行政評価局が70億1071万9千円、総合通信局が114億3643万8千円、公害等調整委員会が5億6966万2千円、消防庁が115億6789万5千円となっている。本省予算のうち地方交付税交付金が16兆6543億1111万5千円、地方特例交付金が1兆1320億円と大半を占める。
総務省は、内閣府および財務省と交付税及び譲与税配付金特別会計を共管する。国会、裁判所、会計検査院、内閣、内閣府、デジタル庁、復興庁、総務省、法務省、外務省、財務省、文部科学省、厚生労働省、農林水産省、経済産業省、国土交通省、環境省および防衛省所管の東日本大震災復興特別会計を共管する。

## 職員
一般職の在職者数は2024年7月1日現在、総務省全体で4,521人（男性3,271人、女性1,250人）である。本省および外局別の人数は本省が4,323人（男性3,103人、女性1,220人）、公害等調整委員会33人（男性22人、女性11人）、消防庁165人（男性146人、女性19人）となっている。
行政機関職員定員令に定められた総務省の定員は特別職1人を含めて4,829人（2025年9月30日までは4,870人）であり、うち公害等調整委員会の定員（事務局職員の定員）は、36人となっている。公害等調整委員会を除く、本省および消防庁の定員は省令の総務省定員規則に定められており、本省4,617人（2025年9月30日までは4,658人）、消防庁175人となっている。
2024年度一般会計予算における予算定員は特別職25人、一般職4,840人の計4,865人である。機関別内訳は総務省本省が2,714人、管区行政評価局724人、総合通信局1,211人、公害等調整委員会40人、消防庁176人となっている。特別職について、予算定員と行政機関職員定員令の定員に大きな差異があるのは、行政機関職員定員令の定員には、大臣、副大臣、大臣政務官、公害等調整委員会委員、地方財政審議会委員などを含まないためである。
総務省の一般職職員は非現業の国家公務員なので、労働基本権のうち争議権と団体協約締結権は国家公務員法により認められていない。団結権は認められており、職員は労働組合として、国公法の規定する「職員団体」を結成し、若しくは結成せず、又はこれに加入し、若しくは加入しないことができる（国公法第108条の2第3項）。消防庁の職員も団結権を否認されていない。
2023年3月31日現在、人事院に登録された職員団体の数は単一体2、支部12となっている。組合員数は1,289人、組織率は36.3%。主な労働組合は総務省人事・恩給局職員組合、全行管職員組合（全行管）、全自治職員組合、全情報通信労働組合（全通信）および統計職員労働組合（統計職組）である。人事・恩給局および統計局が旧総理府の系譜を引くことから、人事・恩給局職組と統計職組は内閣府の旧総理府関係組合とともに連合体である総理府労連を形成している。総理府労連、全行管および全通信は国公労連（全労連系）に加盟している。

## 幹部名簿
一般職の主な幹部は以下のとおり（2025年8月1日現在）。
- 総務事務次官：原邦彰
- 総務審議官：阪本克彦
- 総務審議官：竹村晃一
- 総務審議官：今川拓郎
- 大臣官房長：山碕良志
  - 総括審議官（地方DX推進、政策企画（副）担当）：田中聖也
  - 総括審議官（広報、政策企画（主）担当）：大村真一
  - 総括審議官（情報通信担当）：藤田清太郎
  - 政策立案総括審議官：中井亨
  - 地域力創造審議官：恩田馨
- 行政管理局長：平池栄一
- 行政評価局長：菅原希
- 自治行政局長：小川康則
- 自治財政局長：出口和宏
- 自治税務局長：寺﨑秀俊
- 国際戦略局長：布施田英生
- 情報流通行政局長：豊嶋基暢
- 総合通信基盤局長：湯本博信
- 統計局長：永島勝利
- 政策統括官（統計制度担当、恩給担当）：北川修
- サイバーセキュリティ統括官：三田一博
- 行政不服審査会事務局長：佐藤紀明
- 情報公開・個人情報保護審査会事務局長：山田幸夫
- 官民競争入札等監理委員会事務局長：吉田幸三
- 電気通信紛争処理委員会事務局長：大村真一
- 自治大学校長：菊池善信
- 情報通信政策研究所長：安藤高明
- 統計研究研修所長：栗田奈央子
- 政治資金適正化委員会事務局長：北村朋生
- 公害等調整委員会事務局長：栗田奈央子
- 消防庁長官：大沢博
  - 消防庁次長：田辺康彦

### 総務事務次官
| 代 | 氏名       | 出身       | 前職                      | 在任期間                                             | 退任後の役職 |
| -- | ---------- | ---------- | ------------------------- | ---------------------------------------------------- | --- |
| 1  | 嶋津昭     | 自治省     | 自治省財政局長            | 2001年（平成13年）1月6日- 2002年（平成14年）1月8日   | 全国知事会事務総長、地域総合整備財団理事長、市町村職員中央研修所（市町村アカデミー）学長、ラグビーワールドカップ2019組織委員会事務総長 |
| 2  | 金澤薫     | 郵政省     | 総務審議官                | 2002年（平成14年）1月8日- 2003年（平成15年）1月17日  | 日本電信電話代表取締役副社長、同顧問、財団法人日本ITU協会理事長、財団法人国際通信経済研究所理事長、財団法人日本データ通信協会理事長、財団法人郵便貯金振興会理事長、財団法人海外通信・放送コンサルティング協力理事長                                                                                                |
| 3  | 西村正紀   | 行政管理庁 | 総務審議官                | 2003年（平成15年）1月17日- 2004年（平成16年）1月6日  | 会計検査院長、城西大学監事 |
| 4  | 香山充弘   | 自治省     | 総務審議官                | 2004年（平成16年）1月6日- 2005年（平成17年）8月15日  | 学校法人自治医科大学理事長、財団法人自治体国際化協会理事長、一般財団法人地方債協会会長、日本赤十字社理事 |
| 5  | 林省吾     | 自治省     | 消防庁長官                | 2005年（平成17年）8月15日- 2006年（平成18年）7月21日 | 財団法人地域創造理事長、市町村職員中央研修所（市町村アカデミー）学長、はごろもフーズ株式会社監査役 |
| 6  | 松田隆利   | 行政管理庁 | 行政改革推進本部 事務局長 | 2006年（平成18年）7月21日- 2007年（平成19年）7月6日  | 国家公務員制度改革推進本部事務局次長、内閣官房長官補佐官、公害等調整委員会委員 |
| 7  | 瀧野欣彌   | 自治省     | 総務審議官                | 2007年（平成19年）7月6日- 2009年（平成21年）7月14日  | 内閣官房副長官（事務）、地方公共団体金融機構理事長、渥美坂井法律事務所・外国法共同事業客員弁護士 |
| 8  | 鈴木康雄   | 郵政省     | 総務審議官                | 2009年（平成21年）7月14日- 2010年（平成22年）1月15日 | 株式会社損害保険ジャパン顧問、 一般財団法人日本ITU協会理事長、日本郵政取締役兼代表執行役上級副社長、日本郵便取締役 |
| 9  | 岡本保     | 自治省     | 総務審議官                | 2010年（平成22年）1月15日- 2012年（平成24年）9月11日 | 野村資本市場研究所顧問、一般財団法人自治体国際化協会、（クレア）理事長 |
| 10 | 小笠原倫明 | 郵政省     | 総務審議官                | 2012年（平成24年）9月11日- 2013年（平成25年）6月28日 | 一般財団法人日本ITU協会理事長、一般社団法人ドローン操縦士協会理事、株式会社大和証券グループ本社取締役、株式会社スカパーJSATホールディングス取締役、住友商事株式会社顧問、株式会社大和総研顧問、損害保険ジャパン日本興亜株式会社顧問、一般社団法人世界貿易センター東京理事、一般社団法人日本ミャンマー協会理事      |
| 11 | 岡崎浩巳   | 自治省     | 消防庁長官                | 2013年（平成25年）6月28日- 2014年（平成26年）7月22日 | 地方公務員共済組合連合会理事長、一般社団法人地方公務員共済組合協議会理事、セガサミーホールディングス株式会社顧問、株式会社野村総合研究所顧問、日本インバウンド連合会顧問 |
| 12 | 大石利雄   | 自治省     | 消防庁長官                | 2014年（平成26年）7月22日- 2015年（平成27年）7月31日 | 一般財団法人地方財務協会理事長、学校法人自治医科大学理事長、公益財団法人地域社会振興財団理事長、みずほ総合研究所顧問、金山町政策顧問 |
| 13 | 桜井俊     | 郵政省     | 総務審議官                | 2015年（平成27年）7月31日- 2016年（平成28年）6月17日 | 電通グループ代表取締役副社長、一般財団法人マルチメディア振興センター理事長、一般財団法人全国地域情報化推進協会理事長、地域IoT官民ネット共同代表、三井住友信託銀行株式会社顧問、毎日新聞社毎日ユニバーサル委員会委員                                                                                                |
| 14 | 佐藤文俊   | 自治省     | 総務審議官                | 2016年（平成28年）6月17日- 2017年（平成29年）7月11日 | 株式会社野村総合研究所顧問、郡山市財政・地域振興アドバイザー、地方公共団体金融機構理事長、内閣官房副長官（事務） |
| 15 | 安田充     | 自治省     | 自治行政局長              | 2017年（平成29年）7月11日- 2019年（令和元年）7月5日  | みずほ総合研究所株式会社顧問 |
| 16 | 鈴木茂樹   | 郵政省     | 総務審議官                | 2019年（令和元年）7月5日- 2019年（令和元年）12月20日 | 辞職（停職3月）、横須賀テレコムリサーチパーク代表取締役社長、一般社団法人CRM協議会副会長、国立情報学研究所研究戦略室特任研究員、早稲田大学理工学術院総合研究所客員上級研究員、早稲田大学理工学術院客員講師、開志専門職大学客員教授、情報経営イノベーション専門職大学超客員教授、新潟総合学院顧問・学長アドバイザー |
| 17 | 黒田武一郎 | 自治省     | 総務審議官                | 2019年（令和元年）12月20日- 2022年（令和4年）6月28日 | 野村証券顧問、宮内庁次長 |
| 18 | 山下哲夫   | 総理府     | 総務審議官                | 2022年（令和4年）6月28日- 2023年（令和5年）7月7日    | |
| 19 | 内藤尚志   | 自治省     | 総務審議官                | 2023年（令和5年）7月7日 - 2024年（令和6年）7月5日    | 地方公共団体金融機構理事長 |
| 20 | 竹内芳明   | 郵政省     | 総務審議官                | 2024年（令和6年）7月5日 - 2025年（令和7年）7月1日    | |
| 21 | 原邦彰     | 自治省     | 総務審議官                | 2025年（令和7年）7月1日 - 現職                       | |

## 評価
- 中央省庁再編に当たっては、国の行政制度一般を所管する総務庁と地方の行財政制度を所管する自治省の統合は、国と地方の行政管理として前向きな見方もあったが、情報通信事業や放送行政、郵政事業を所管する郵政省の統合には否定的な見方が強かった[51]。
- 総務省の設置に関与した元内閣官房副長官の石原信雄は、総務省は巨大組織の官庁で「戦前の内務省を彷彿とさせる」などの見解に「戦前の内務省は、ずば抜けた権限を持つマンモス官庁だったが、（中略）なかでも警察力を握っていることがスーパー官庁としての決定的な要素だった」と総務省は旧内務省のようなパワー官庁ではないと語った[52]。
- 総務省に関係する要職（自治政務次官、総務庁長官兼行政改革担当大臣）を務めてきた武藤嘉文は、「色々やってみて、残ったものをまとめた形」と語った[53]。
- 政治学者の飯尾潤は、総務省を「自治省が単独での生き残りが難しいと判断して、総務庁という弱小省庁を吸収してできた省庁」と語った[54]。

## 関連紛争や諸問題

### 諸問題
- 地方交付税（地方交付税交付金） - 地方分権 - 三位一体の改革
- 郵政民営化及びかんぽの宿売却問題等 - 年次改革要望書
- 電波オークション - 放送利権
- 情報銀行（個人情報を企業に信託するパーソナルデータ・サービス）
- 第二期政府共通プラットフォームの外資系Amazon Web Services上での運用問題[55][56][57][58][注釈 25]
- LINEの個人情報漏洩や中国・韓国などへの情報漏洩問題 [59]
- NTT法の廃止を巡る諸問題[注釈 26] - 日米経済調和対話
- 不正選挙等に関わる諸問題[注釈 27]

### 不祥事
- 2005年、鈴木康雄郵政行政局長（のちに総務事務次官）が、総合通信基盤局電気通信事業部長時代に許認可権限で利害関係者にあたるNTTコミュニケーションズから接待を受けタクシー券を束で受け取っていたことが明らかになり、国家公務員倫理法の倫理規定に違反したとして戒告の懲戒処分[63]。
- 2019年12月20日、鈴木茂樹総務事務次官が、かんぽ生命保険不正販売問題による日本郵政に対する行政処分案の検討状況を、日本郵政副社長鈴木康雄元総務事務次官らに漏洩したとして停職の懲戒処分。鈴木茂樹次官は同日付で辞職[64][65]。
- 2021年2月24日、菅義偉内閣総理大臣の長男菅正剛が勤務する東北新社から13人の職員が接待を受けた問題で国家公務員倫理法の倫理規定に違反したとして、谷脇康彦・吉田眞人両総務審議官・秋本芳徳局長以下9人を減給などの懲戒処分、一部を更迭し、山田真貴子（戸籍名は吉田真貴子[注釈 28]。当時内閣広報官、前総務審議官）も引責辞任。
- 同2021年3月5日、上記東北新社接待問題に絡み、「東北新社外資規制放送法違反問題」が、参議院予算委員会において、元総務官僚で立憲民主党議員小西洋之より指摘された。東北新社は、BS4Kの衛星基幹放送事業者に認定された2か月後の2017年3月に外資比率が21%に達していた。放送法第103条第1項で、外資規制に反することになった時にはその認定を取り消さなければならないが、総務省は認定を取り消さなかった[66][67]。認定が取り消されず、半年後に東北新社は子会社を作って事業承継させていた。これについて小西は、放送法違反を脱法する違法行為だと指摘している。その際、事業承継を最終決済したのが当時情報流通行政局長の山田真貴子だった[68]。
電波法や放送法では、基幹放送事業者への外資規制を実施し、外国人が業務を執行する役員に就任することおよび5分の1（20%）以上の株式議決権を保有することを制限している。外資規制に絡む問題では、2011年にフジテレビ抗議デモなどがあったが、同2021年3月には、フジテレビジョンと日本テレビ放送網が、2010年代を通じて外国人の株主議決権比率が外資規制に違反した状態にあったことが同東北新社の問題に続いて発覚した。これに対して、武田良太総務大臣は、過去の件だとして何らの処分をしない旨を明らかにしたが、一方の東北新社がBS4Kで免許を取り消され、他方のフジテレビと日本テレビが処分を見逃されている点で、法の下の平等、ないし公平性、公正性、明確性などの観点から疑義が呈されている[69][70][注釈 29]。
- 同2021年3月以降、鈴木茂樹総務審議官（当時）、谷脇康彦総務審議官（当時）、山田真貴子総務審議官（当時）、秋本芳徳電気通信事業部長（当時）、金杉憲治外務審議官（当時）、野田聖子総務大臣（当時）、高市早苗総務大臣（当時）、坂井学総務副大臣（当時）、寺田稔総務副大臣（当時）、新谷正義総務副大臣の秘書（当時）、その他新藤義孝と佐藤勉ら総務大臣・副大臣・大臣政務官などが、NTTからの出捐を得て高額な会食を行っていたことが、2021年3月3日から3月10日にかけての週刊文春の報道などで発覚した[71][72][73][74][75]。